# Distretto di Macomia
Il distretto di Macomia è un distretto del Mozambico di 81.208 abitanti, che ha come capoluogo Macomia.

## Geografia antropica

### Suddivisioni amministrative
Il distretto è suddiviso in quattro sottodistretti amministrativi (posti amministrativi), con le seguenti località:
- Sottodistretto di Macomia:
  - Nacate
  - Nquida
- Sottodistretto di Chai:
  - Nkoe
- Sottodistretto di Mucojo:
  - Manica
  - Naunde
  - Pangane
- Sottodistretto di Quiterajo